# 15045 Walesdymond
15045 Walesdymond este un asteroid din centura principală de asteroizi.

## Descriere
15045 Walesdymond este un asteroid din centura principală de asteroizi. A fost descoperit pe 10 decembrie 1998 la Kitt Peak National Observatory în cadrul proiectului Spacewatch. Asteroidul prezintă o orbită caracterizată de o semiaxă mare de 2,78 ua, o excentricitate de 0,05 și o înclinație de 1,6° în raport cu ecliptica.